# Nomada carnifex
Nomada carnifex är en biart som beskrevs av Alexander Mocsáry 1883.
Nomada carnifex ingår i släktet gökbin och familjen långtungebin. Inga underarter finns listade i Catalogue of Life.